# Бобровый лог
Фанпарк «Бобровый лог» — горнолыжный комплекс и парк отдыха и развлечений в Красноярске, расположенный на примыкающих к Красноярску с юга отрогах Восточного Саяна, построенный в рамках государственно-частного партнёрства с компанией Норильский никель и открытый в 2006 году. В 2019 году был одним из объектов проведения зимней Универсиады-2019.

## История
В 1973 году в урочище «Бобровый лог» была построена канатно-кресельная дорога для прыгунов с трамплина, расположенного на Каштаковскому логу, и посетителей заповедника «Столбы»; эта инфраструктура использовалась на зимних Спартакиадах народов СССР 1982 и 1986 годов. В 1996 году канатная дорога была разрушена деревьями, поваленными снегопадом; остатки посадочного здания были снесены в 2021 году.
В 2004 году губернатор Красноярского края Александр Хлопонин предложил компании «Норильский никель» построить там же современный горнолыжный комплекс. В 2005 году компания обнародовала планы вложить в проект 30 млн. долларов, рассчитывая окупить их за 10—15 лет. Первая очередь комплекса (горнолыжные трассы) была открыта в декабре 2006 года, объекты второй очереди (аттракционы, бассейн, пункты питания) вводились до лета 2008 года. «Норильский никель» вложил в строительство объекта 2,3—2,5 млрд. рублей, город Красноярск и край — 300 млн. рублей.
В комплексе неоднократно проводились горнолыжные соревнования — этап Кубка России «Мемориал В. Цимика», чемпионат и первенство России по версии FIS. В 2012 году комплекс принял соревнования чемпионата России по сноуборду в параллельном слаломе и сноуборд-кроссе, в 2012, 2014, 2022, 2023 годах он принимал также этапы Кубка России по сноуборду в параллельном, параллельном гигантском слаломе, сноуборд-кроссе и биг-эйре.

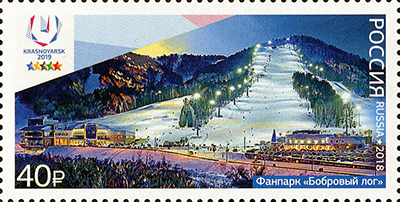
Российская почтовая марка, выпущенная 2 марта 2018 года, из серии «XXIX Всемирная зимняя универсиада 2019 года в г. Красноярске. Спортивные объекты»

На Универсиаде-2019 в Бобровом логу были разыграны 9 комплектов медалей в 5 дисциплинах горнолыжного спорта: слаломе, гигантском слаломе, супергиганте, горнолыжной комбинации и параллельных командных соревнованиях. Для проведения соревнований комплекс был модернизирован: расширены и оборудованы специальной сеткой трассы, построен спортивно-тренерский блок, две метеостанции и вертолётная площадка для санавиации, с помощью инжекционных установок сформирован снежный покров. По утверждениям «Норникеля», к этому моменту суммарно в строительство, эксплуатацию и доработку комплекса под требования Универсиады он вложил более 7 млрд рублей.

## Характеристики комплекса
- 14 трасс, из них 9 аккредитованы FIS и FISU, а 5 имеют искусственное освещение[24]. Суммарная протяжённость трасс — 8,7—9,7 км[25][1]
  - 6 очень сложных («чёрных») трасс;
  - 5 сложных («красных») трасс;
  - 3 лёгкие («синие») трассы;
  - учебный склон («зелёные трассы»);
- Две канатно-кресельные дороги (длиной 1470 м с перепадом высот 345 м, и длиной 857 м с перепадом высот 241 м), бугельный подъёмник и бэби-лифты;
- Сноутюбинг (катание на надувных санках), зимний каток, аттракционы «Родельбан» (спуск на тележке по рельсовой трассе со множеством поворотов) и «Зипрайдер» (спуск в подвесе на тросе), открытый бассейн[26].

Комплекс примыкает с севера к национальному парку «Красноярские столбы», от верхней площадки канатной дороги начинаются туристические тропы на скалы.
Вместимость комплекса составляет 5-10 тыс. человек.

## Оценки
В 2007—2012 годах комплекс неоднократно признавался лучшим горнолыжным курортом России, Сибири и лучшим курортом для круглогодичного отдыха, согласно отдельным источникам он считается самым престижным и самым дорогим горнолыжным курортом в Западной Сибири. Среди недостатков многие источники отмечают высокие цены.